# Roman animalier

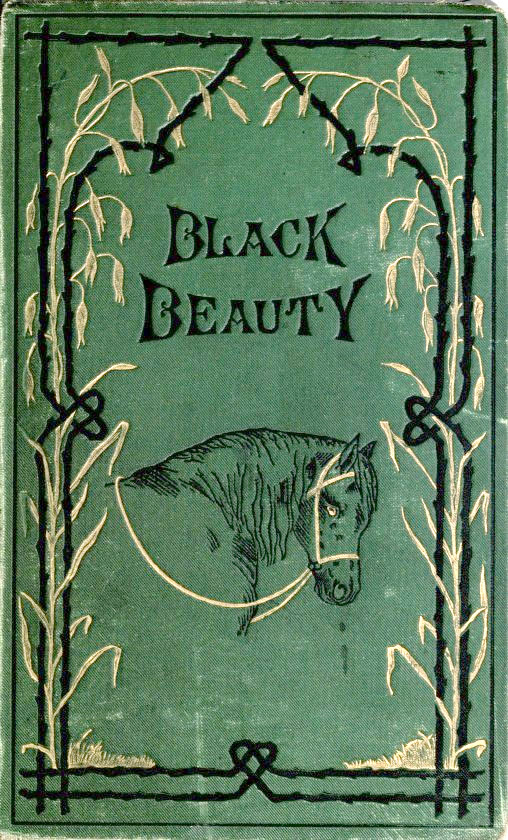
Couverture de Black Beauty

Un roman animalier est une œuvre de fiction littéraire dont le personnage principal est un animal.

## Genres
Il faut bien distinguer deux genres de romans animaliers. Le premier, trouvé dès la littérature du Moyen Âge, est l'héritier des bestiaires médiévaux et met en scène des animaux anthropomorphes ou qui se conduisent comme des humains, par exemple avec le Roman de Renart.
Le tout premier roman animalier non-anthropomorphique est Black Beauty d'Anna Sewell, dont le narrateur est un cheval décrivant le monde de son point de vue du début à la fin.
Le genre est devenu rapidement populaire, en particulier auprès des enfants.